# Crédito de Impacto en la Biodiversidad
Un Crédito de Impacto en la Biodiversidad (BIC por las siglas de su nombre en inglés: Biodiversity Impact Credit) es un crédito de biodiversidad transferible diseñado para reducir el riesgo de extinción de especies a nivel global. La métrica BIC subyacente, desarrollada por académicos que trabajan en la Queen Mary University of London y la Universidad Bar Ilán, se da mediante una fórmula simple que cuantifica los efectos positivos y negativos que las intervenciones en la naturaleza tienen sobre la probabilidad media de supervivencia a largo plazo de las especies. En particular, la huella global de una organización en términos de BIC se puede calcular a partir de huellas de biodiversidad basadas en PDF. La métrica es ampliamente aplicable a todos los taxones (grupos taxonómicos) y ecosistema s. Las organizaciones cuyo impacto general en la biodiversidad es positivo en términos de la métrica BIC contribuyen a lograr el objetivo del Marco Mundial de la Diversidad Biológica de «reducir significativamente el riesgo de extinción».
El Grupo de Trabajo sobre Divulgaciones Financieras Relacionadas con la Naturaleza ha recomendado el uso de BIC por parte de las empresas y el primer proveedor de BIC a la venta es Botanic Gardens Conservation International (BGCI). Los créditos son generados por las organizaciones internacionales miembros de BGCI mediante la reconstrucción de las poblaciones de especies de árboles en alto riesgo de extinción según la metodología de la Lista Roja de la UICN.

## Teoría

### Definición
Los usuarios de BIC distinguen entre la definición científica de la métrica y cómo se estiman los valores de la métrica a través de metodologías y aproximaciones adecuadas para contextos particulares. Esto refleja la situación de los créditos de carbono, que están diseñados para cuantificar la evitación o reducción de la carga de dióxido de carbono atmosférico, pero que en la práctica se estiman utilizando una amplia variedad de metodologías específicas para cada contexto.
Para un grupo taxonómico o funcional dado de {\displaystyle S} especies, dejar {\displaystyle N_{i}} ser una medida del tamaño actual de la población mundial {\displaystyle i} la especie. Esto se puede medir, por ejemplo, por el número de individuos maduros o la biomasa de la población, y en algunos casos incluso por el número de colonias, lo que se aproxime bien al valor reproductivo total.  Denotar por {\displaystyle \Delta N_{i}} el cambio en la población mundial de especies {\displaystyle i} resultante de una intervención específica en la naturaleza. Los créditos de impacto sobre la biodiversidad correspondientes se otorgan mediante{\displaystyle {\text{BIC}}=\sum _{i}^{S}{\frac {\Delta N_{i}}{N_{i}^{*}+N_{i}}},}dónde {\displaystyle N_{i}^{*}} denota el tamaño de la población de la especie {\displaystyle i} en el que la estocasticidad ambiental y demográfica son de la misma magnitud.

### Cálculo
Dependiendo del tipo de intervención, el sistema afectado y los datos disponibles, existen diversos métodos para estimar los BIC. Dado que los valores típicos de {\displaystyle N_{i}^{*}} se encuentran en el rango de 1 a 100 individuos adultos, la contribución de {\displaystyle N_{i}^{*}} en la definición anterior es a menudo insignificantemente pequeña en comparación con {\displaystyle N_{i}} . La fórmula entonces se simplifica a {\displaystyle {\text{BIC}}=\sum _{i}^{S}{\frac {\Delta N_{i}}{N_{i}}}.}En proyectos que tienen como objetivo reconstruir la población de una sola especie en peligro de extinción {\displaystyle i}, el término asociado con esa especie a menudo dominará la suma en la fórmula anterior, de modo que se simplifica aún más a {\displaystyle {\text{BIC}}={\frac {\Delta N_{i}}{N_{i}}}.}
Cuando un proyecto de restauración de especies ha aumentado la población de una especie en una cantidad mucho mayor que la población original (y {\displaystyle N_{i}^{*}} ) y no se han producido aumentos comparables en la población de esa especie en ningún otro lugar, entonces la población actual de la especie {\displaystyle N_{i}} es casi idéntico al aumento {\displaystyle \Delta N_{i}} de la población alcanzada. En este caso, la fórmula anterior se simplifica a {\displaystyle {\text{BIC}}=1.}
Para su uso en áreas extensas, se encuentran disponibles aproximaciones que expresan los BIC en términos de tamaño de rango, rareza, fracción potencialmente desaparecida (PDF por sus siglas en inglés) de especies, o combinaciones de las mismas. En particular, la huella global de una organización en términos de BIC se puede calcular a partir de huellas de biodiversidad basadas en PDF.

### Interpretación
Como interpretación simple, la métrica BIC mide el número equivalente de especies en peligro de extinción cuyas poblaciones han sido restauradas o (para un BIC negativo) el número de especies que deberían restaurarse para lograr un impacto neto cero en la biodiversidad. Esto se desprende de la aproximación anterior de que BIC = 1 para la restauración de una sola especie amenazada.
Sin embargo, la métrica BIC va más allá de simplemente contar el número de especies amenazadas que han sido restauradas. Tiene en cuenta que la disminución o recuperación de una especie puede ser el resultado de muchos pequeños impactos de diferentes actores y atribuye créditos tanto positivos como negativos en consecuencia. En concreto, se construye de tal manera que, según un modelo simple, BIC > 0 implica que la intervención subyacente o la combinación de intervenciones conduce a una reducción del riesgo medio de extinción global a largo plazo de las especies para el grupo taxonómico o funcional considerado. Según el mismo modelo, un mercado perfecto para los BIC conduciría a una asignación casi óptima de recursos para la conservación de especies a largo plazo.

### Compatibilidad con otros estándares
La métrica BIC se alinea con otras medidas de biodiversidad reconocidas globalmente, como la Rareza del Tamaño del Rango, la Métrica de Amenaza y Recuperación de Especies (START por sus siglas en inglés) de UICN/TNFD, y la Métrica de Daño al Ecosistema que subyace a la Huella de Biodiversidad para Instituciones Financieras (BFFI por sus siglas en inglés).

## Créditos de Impacto sobre la Biodiversidad en la práctica

### Razón fundamental
La búsqueda de sistemas estandarizados para cuantificar los impactos sobre la biodiversidad ha cobrado impulso a la luz de las tasas aceleradas de pérdida de biodiversidad en todo el mundo. Los esfuerzos tradicionales de conservación de la biodiversidad pueden carecer de escalabilidad y son difíciles de medir: mejorar un área de tierra o río tiene un impacto diferente en la biodiversidad local que mejorar otra, por lo que sus impactos son difíciles de comparar. Los BIC se desarrollaron con el objetivo de simplificar las evaluaciones del cambio de la biodiversidad centrándose en la reducción de los riesgos de extinción de las especies. La Conferencia de las Naciones Unidas sobre Biodiversidad de 2022 enfatizó la importancia de la colaboración global para detener la pérdida de biodiversidad, marcando la adopción del Marco Mundial Kunming-Montreal de la Diversidad Biológica (GBF por sus siglas en inglés). Los BIC están diseñados para abordar la Meta 4 de este marco («detener la extinción de las especies amenazadas conocidas... y reducir significativamente el riesgo de extinción» y la Meta 15: «[Tomar medidas] para asegurar que las grandes empresas transnacionales y las instituciones financieras [...] revelen de manera transparente sus riesgos, dependencias e impactos en la biodiversidad... a fin de reducir progresivamente los impactos negativos».
El Grupo de Trabajo sobre Divulgaciones Financieras Relacionadas con la Naturaleza, a través de su metodología LEAP, recomienda el uso de BIC para cuantificar los impactos en el riesgo de extinción de especies en la versión 1.1 de sus recomendaciones de divulgación. La metodología BIC fue una de las cuatro métricas reconocidas para evaluar el riesgo de extinción.
Los árboles están en la base de la pirámide ecológica. Innumerables especies dependen de los árboles nativos para su supervivencia, incluidos hongos, líquenes, insectos, aves y otros vertebrados. La repoblación con especies de árboles nativos mejora la biodiversidad local, ayuda a prevenir la erosión del suelo, conserva el agua y ayuda a enfriar el planeta, además de ser un depósito de carbono.
BGCI desarrolló la base de datos GlobalTreeSearch, que es la única lista completa y georreferenciada de las aproximadamente 60 000 especies de árboles del mundo. En colaboración con la Unión Internacional para la Conservación de la Naturaleza (UICN), elaboraron la Evaluación Mundial de Árboles, que concluyó que más de 17 500 especies de árboles (aproximadamente el 30%) están en peligro de extinción. Por último, el Programa Global de Conservación de Árboles de BGCI es el único programa mundial dedicado a salvar las especies de árboles amenazadas del mundo. Incluso antes de que se pusieran en marcha los BIC, ya se habían conservado más de 400 especies de árboles raras y amenazadas en más de 50 países.

### Implementación
Uno de los componentes críticos del sistema BIC es que está impulsado por organizaciones de conservación como BGCI y su red internacional de miembros, y respaldado por análisis teóricos de varios académicos de la Queen Mary University of London. Estas organizaciones proporcionan conocimientos prácticos y décadas de experiencia en conservación de especies, centrándose especialmente en los árboles nativos que desempeñan un papel fundamental en los ecosistemas locales. BGCI ahora está mediando la emisión de certificados BIC transferibles a organizaciones que patrocinan proyectos de conservación de árboles por parte de organizaciones miembros de BGCI. El sistema BIC ha sido diseñado para una fácil adopción y escalabilidad. Esto es crucial para involucrar a las instituciones financieras y otras grandes corporaciones que requieren métricas simplificadas, globales, comparables y directas para establecer sus objetivos de sostenibilidad. BGCI presentó su Estándar Global de Biodiversidad en la Conferencia de las Naciones Unidas sobre el Cambio Climático de 2021 : un marco de acreditación global de la biodiversidad. Está previsto que los BIC se lancen formalmente a principios de 2024.

## Crítica
Los créditos de biodiversidad han sido criticados por algunos que dicen que poner un valor monetario a la naturaleza es incorrecto o lo consideran imposible debido a la complejidad de la biodiversidad. Otros dicen que siempre se compran para compensar el daño a la naturaleza.
Los créditos de biodiversidad también han sido criticados por ser una forma para que las empresas realicen falsas afirmaciones de sostenibilidad, una práctica llamada greenwashing o ecoimpostura.
Desde febrero de 2024, está vigente en Inglaterra una política de ganancia neta de biodiversidad. Según esta política, los desarrolladores deben comprar créditos de biodiversidad al gobierno como último recurso si no pueden lograr ganancias netas en biodiversidad de otras maneras. Todavía no se sabe hasta qué punto serán eficaces estos requisitos para que los constructores compensen la pérdida de naturaleza.